# Concha Segura
María Concepción Bienvenida Segura Roselló (Iecla, Múrcia, 11 de novembre de 1875 - [...?]), fou una figura destacada de la sarsuela.
Es dedicà al gènere còmic-líric i, després de triomfar a províncies debutà a Madrid als 19 anys el novembre de 1894 amb l'obra La Diva de Jacques Offenbach, tenint un gran èxit.
Concha Segura abandonà definitivament els escenaris abans complir els 26 anys (1901) degut a una afecció de gola i, posteriorment, al contraure matrimoni amb el catedràtic de numismàtica Antoni Vives i Escudero.
Tenia tres germanes més (Josepa, Elisa i Francisca) que també foren cantants, sent la més famosa després de Concha, Francisca.